# Карл Хејман
Карл Хејман (енгл. Carl Hayman; 14. новембар 1979) професионални новозеландски рагбиста који тренутно игра за Рагби клуб Тулон.

## Биографија
Карл Џозеф Хејман је висок 194 цм и тежак 120 кг и игра на позицији број 3 - стуб (енгл. Tighthead prop). Карл Хејман је играо за Отаго рагби у ИТМ Куп, а у Супер Рагби је играо за екипу Хајлендерси од 1999. до 2007. када прелази у Њукасл фалконсе. За Њукасл је Хејман одиграо 64 утакмице. 2001. Хејман је дебитовао за "Ол Блексе" против Самое. За репрезентацију Новог Зеланда Хејман је одиграо 45 тест мечева. 2010. Хејман из Њукасла прелази у Рагби клуб Тулон. Хејман је за Тулон одиграо 145 утакмица. Хејман је сигурно један од најбољих и најплаћенијих стубова данашњице.